# چرخه نیتروژن

نمایی از چرخه نیتروژن

نیتروژن بخشی اساسی در ساختمان همه موجودات زنده‌ است. نیتروژن در پروتئین‌ها، واحدهای ساختاری و شیمیایی همه موجودات زنده، و در مولکولهای DNA، که دستورات راهنمای ضروری برای همه فعالیت‌های زندگی را حمل می‌کنند، یافت می‌شود. هر چند نیتروژن حدود ۷۸ درصد اتمسفر را تشکیل می‌دهد، اما جانوران و گیاهان نمی‌توانند به‌طور مستقیم از آن استفاده کنند. باکتریهای موجود در خاک در رابطه با چرخه مجدد نیتروژن از طریق تبدیل آن به شکلی که برای موجودات زنده دیگر قابل استفاده باشد، نقش حیاتی بازی می‌کنند. هنگامی که گیاهان و حیوانات می‌میرند، باقی‌مانده اجساد آن‌ها به وسیلهٔ موجودات ذره بینی موجود در خاک باکتری‌های (شوره گذار) تجزیه می‌شود و ترکیبات نیتروژن درست می‌شود. ممکن است این ترکیبات توسط باکتری‌های شوره زدا به هوا رفته و نیتروژن در هوا را تشکیل دهند.همچنین برخی کارخانه‌ها برای تولید آمونیاک و کودشیمیایی آن را دریافت می‌کنند.
این ترکیبات همچنین توسط رعد و برق در هوا ایجاد می‌شوند. این ترکیبات به هنگام باران در آب حل شده، و در خاک جذب می‌شوند. در درون خاک باکتریهای نیترات‌کننده این ترکیبات نیتروژنی را به نیترات تبدیل می‌کنند، که توسط گیاهان از طریق ریشه جذب می‌شوند. گیاهان نیترات را به صورت پروتئین ذخیره می‌کنند. حیوانات با خوردن گیاهان نیتروژن به دست می‌آورند. باکتری‌های تجزیه‌کننده نیتروژن، نیتروژن را مستقیما از هوا دریافت کرده و نیترات درست می‌کند. آن‌ها از ریشه نخود فرنگی، لوبیا و گیاهان دیگر تغذیه می‌کنند. باکتری‌های تجزیه‌کننده نیترات این مراحل را بر عکس انجام می‌دهند. آن‌ها برای تأمین انرژی از نیترات استفاده می‌کنند و نیتروژن را مجدداً به هوا بازمی‌گردانند.
به‌عنوان بخشی از چرخه نیتروژن، این ماده به شکل‌های مختلف تبدیل می‌شود. برای مثال:
- در مرحله تثبیت نیتروژن، N2 موجود در هوا به نیترات تبدیل می‌شود.
- در حالت معکوس، در فرایند نیترو‌ژن‌زدایی، نیترات به شکل گاز N2 باز می‌گردد.
- در نهایت، در فرایند نیتروژن‌دارکردن نیز، آمونیاک به نیترات تبدیل می‌شود

## تثبیتنیتروژن

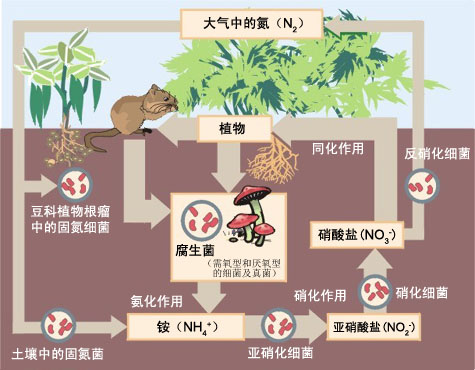
چرخه ی نیتروژن

نیتروژن، به‌عنوان یکی از اجزای تشکیل‌دهنده اتمسفر، ۷۸٪ از آن را به‌خود اختصاص می‌دهد. گیاهان و حیوانات برای ساخت پروتئین به نیتروژن نیاز دارند، اما قادر به جذب آن از هوا نیستند. به‌دلیل آنکه نیتروژن به‌عنوان یک گاز، غیرفعال است، باید به‌شکل مولکول دیگری درآید. نوعی باکتری در خاک وجود دارد که نیتروژن را از هوا جذب می‌کند و آن را به نیترات تبدیل می‌نماید، بنابراین از این طریق نیتروژن وارد چرخه غذایی می‌شود.برای مثال، ریشه گیاهانی مانند شبدر، نخود و لوبیا، N2 را از هوا جذب می‌کنند و آن را به نیترات تبدیل می‌نمایند. به‌علاوه، رعدوبرق نیز می‌تواند N2 را به NO2 تبدیل کند که این ماده نیز برای تولید نیترات وارد خاک می‌شود. همچنین، با اضافه‌کردن کودهای مصنوعی به اراضی کشاورزی، نیترات وارد خاک می‌گردد.در حالت کلی، تثبیت نیتروژن، نیتروژن غیرفعال را از هوا جذب می‌کند و آن را به شکل قابل‌استفاده درمی‌آورد. نیتروژن ماده‌ای ضروری در ساخت اسیدهای آمینه است. در ساختار دی ان ای و آر ان ای نیز اتم نیتروژن وجود دارد.
تجزیه و تولید آمونیاک
پس از تثبیت نیتروژن، ریشه گیاهان نیترات را جذب می کند. در گیاه، نیترات به‌شکل پروتئین و اسیدهای نوکلئیک درمی‌آید. حیوانات نیز با خوردن گیاهان، این مواد را تجزیه می‌کنند. وقتی حیوانات به‌تولید فضولات می‌پردازند یا زمانی که می‌میرند، این بقایا تجزیه می‌شود و باکتری‌ها از این مواد آلی استفاده می‌کنند. در نتیجه، نیتروژن موجود در این ترکیبات به آمونیوم تبدیل می‌شود (NH4+). در یک محیط،‌ تبدیل مداوم مواد آلی به غیرآلی و برعکس، یکی از فرایندهای مهم در چرخه نیتروژن است.
نیتروژن‌دارکردن
با این حال، استفاده از آمونیوم برای گیاهان دشوار است. بنابراین،‌ در طی فرایند «نیتروژن‌دارکردن» آمونیوم دوباره توسط باکتری‌ها تجزیه می‌شود. در این مرحله، آمونیوم به نیترات در خاک تبدیل می‌شود و دوباره،‌ گیاهان نیترات را از خاک جذب می‌کنند و مراحل بعدی در چرخه غذایی ادامه می‌یابد. اگر نیتروژن خاک مصرف شود، گیاه از رشد باز می‌ماند. از آنجا که باکتری‌ها، بقایای گیاهان را به نیترات تبدیل می‌کنند، گیاهان قادر به جذب آن به‌عنوان غذا خواهند بود.
نیتروژن‌زدایی توسط باکتری
نیتروژن باید دوباره به اتمسفر بازگردد، بنابراین با استفاده از نوع دیگری از باکتری، فرایند دیگری به‌ این منظور صورت می‌گیرد. در طی فرایند نیتروژن‌زدایی، نیترات دوباره به گاز نیتروژن تبدیل می‌شود. نیترات خاک را ترک می‌کند و به‌شکل نیتروژن به اتمسفر بازمی‌گردد. در حالت کلی، در طی فرایند نیترو‌ژن‌زدایی، نیترات (NO3) خاک به نیتروژن (N2) هوا تبدیل می‌شود.